# 穗序山香
穗序山香（学名：Hyptis spicigera），又名穗花香苦草，为唇形科山香属下的一种一年生直立草本植物，高可超過一米。其叶披针形，轮伞花序，結褐色長圓形小坚果。

## 扩展阅读
- 維基物種上的相關：穗序山香